# Mozarabisch
Het Mozarabisch is een dode Romaanse taal die tot het eind van de Middeleeuwen werd gesproken door Mozaraben, de onder Moors bestuur levende Spaanse christenen gedurende de Reconquista.

## Teksten
De oudste teksten uit het Mozarabisch dateren van de 9e eeuw. In tegenstelling tot de andere Romaanse talen werd het Mozarabisch niet in het Latijnse alfabet geschreven, maar in het Arabische alfabet. Door de vordering van de Reconquista aan het eind van de Middeleeuwen verdween de taal. Mozarabische invloeden bestaan echter nog steeds zichtbaar in het huidige Spaans; veel Arabische leenwoorden zijn via het Mozarabisch in het Spaans terechtgekomen. De naaste verwant van het Mozarabisch is het Aragonees.

## Voorbeeldtekst
Het Onzevader in het Mozarabisch, Aragonees en Spaans:
| Mozarabisch | Aragonees | Spaans |
| --- | --- | --- |
| Padre nostro que yes en el ciel, santificat siad lo teu nomne.                                                      | Pai nuestro, que yes en o zielo, satificato siga o tuyo nombre,                                                             | Padre nuestro que estás en los cielos, santificado sea tu nombre.                                                       |
| Venya a nos el teu regno.                                                                                           | bienga ta nusatros o reino tuyo                                                                                             | Venga tu Reino. |
| Fayadse la tua voluntade ansi en la terra como en el ciel.                                                          | y se faiga la tuya boluntá en a tierra como en o zielo.                                                                     | Hágase tu voluntad, así en la tierra como en el cielo.                                                                  |
| El nostro pan de cada dia danoslo hoi ed perdonanos las nostras offensas como nos perdonamos los qui nos offendent. | O pan nuestro de cada diya da-lo-mos güei, perdona las nuestras faltas como tamién nusatros perdonamos a os que mos faltan, | El pan nuestro de cada día, dánosle hoy y perdónanos nuestras deudas, así como nosotros perdonamos a nuestros deudores. |
| Non nos layxes cader in tentacion ed liberanos del mal.                                                             | no mos dixes cayer en a tentazión y libera-mos d'o mal.                                                                     | Y no nos dejes caer en la tentación, más líbranos de mal.                                                               |
| Amen. | Amén. | Amen. |